# Yūrina Hiraka
Yūrina Hiraka (jap. 平加有梨奈 Hiraka Yūrina; ur. 4 czerwca 1991) – japońska lekkoatletka specjalizująca się w skoku w dal.
W 2014 w Hangzhou została halową mistrzynią Azji.
Medalistka mistrzostw Japonii.
Rekordy życiowe: stadion – 6,45 (8 września 2013, Tokio); hala – 6,34 (15 lutego 2014, Hangzhou).

## Osiągnięcia
| Rok  | Impreza                 | Miejsce  | Lokata     | Wynik (m) |
| ---- | ----------------------- | -------- | ---------- | --------- |
| 2014 | Halowe mistrzostwa Azji | Hangzhou | 1. miejsce | 6,34      |